# Іст-Фішкілл (Нью-Йорк)
Іст-Фішкілл (англ. East Fishkill) — місто (англ. town) в США, в окрузі Дачесс штату Нью-Йорк. Населення — 29 707 осіб (2020).

## Демографія
Згідно з переписом 2010 року, у місті мешкало 29 029 осіб у 9512 домогосподарствах у складі 7959 родин. Було 10039 помешкань
Расовий склад населення:
| - 88,6 % — білих - 4,1 % — азіатів - 3,4 % — чорних або афроамериканців - 0,1 % — корінних американців - 2,0 % — осіб інших рас |

До двох чи більше рас належало 1,8 %. Частка іспаномовних становила 7,7 % від усіх жителів.
За віковим діапазоном населення розподілялося таким чином: 26,9 % — особи молодші 18 років, 62,4 % — особи у віці 18—64 років, 10,7 % — особи у віці 65 років та старші. Медіана віку мешканця становила 41,3 року. На 100 осіб жіночої статі у місті припадало 99,9 чоловіків;  на 100 жінок у віці від 18 років та старших — 97,9 чоловіків також старших 18 років.
Середній дохід на одне домашнє господарство  становив 130 238 доларів США (медіана — 105 882), а середній дохід на одну сім'ю — 141 839 доларів (медіана — 116 383). Медіана доходів становила 84 677 доларів для чоловіків та 51 654 долари для жінок. За межею бідності перебувало 3,8 % осіб, у тому числі 5,3 % дітей у віці до 18 років та 3,1 % осіб у віці 65 років та старших.
Цивільне працевлаштоване населення становило 14 493 особи. Основні галузі зайнятості: освіта, охорона здоров'я та соціальна допомога — 26,2 %, науковці, спеціалісти, менеджери — 11,7 %, роздрібна торгівля — 10,8 %.